# NGC 108
NGC 108 é uma galáxia espiral barrada (SB0-a) localizada na direcção da constelação de Andromeda. Possui uma declinação de +29° 12' 43" e uma ascensão recta de 0 horas, 25 minutos e 59,7 segundos.
A galáxia NGC 108 foi descoberta em 11 de Setembro de 1784 por William Herschel.